# Trongsa
Trongsa est l'un des 20 dzongkhags qui constituent le Bhoutan, ainsi que le nom de son chef-lieu.

## Géographie

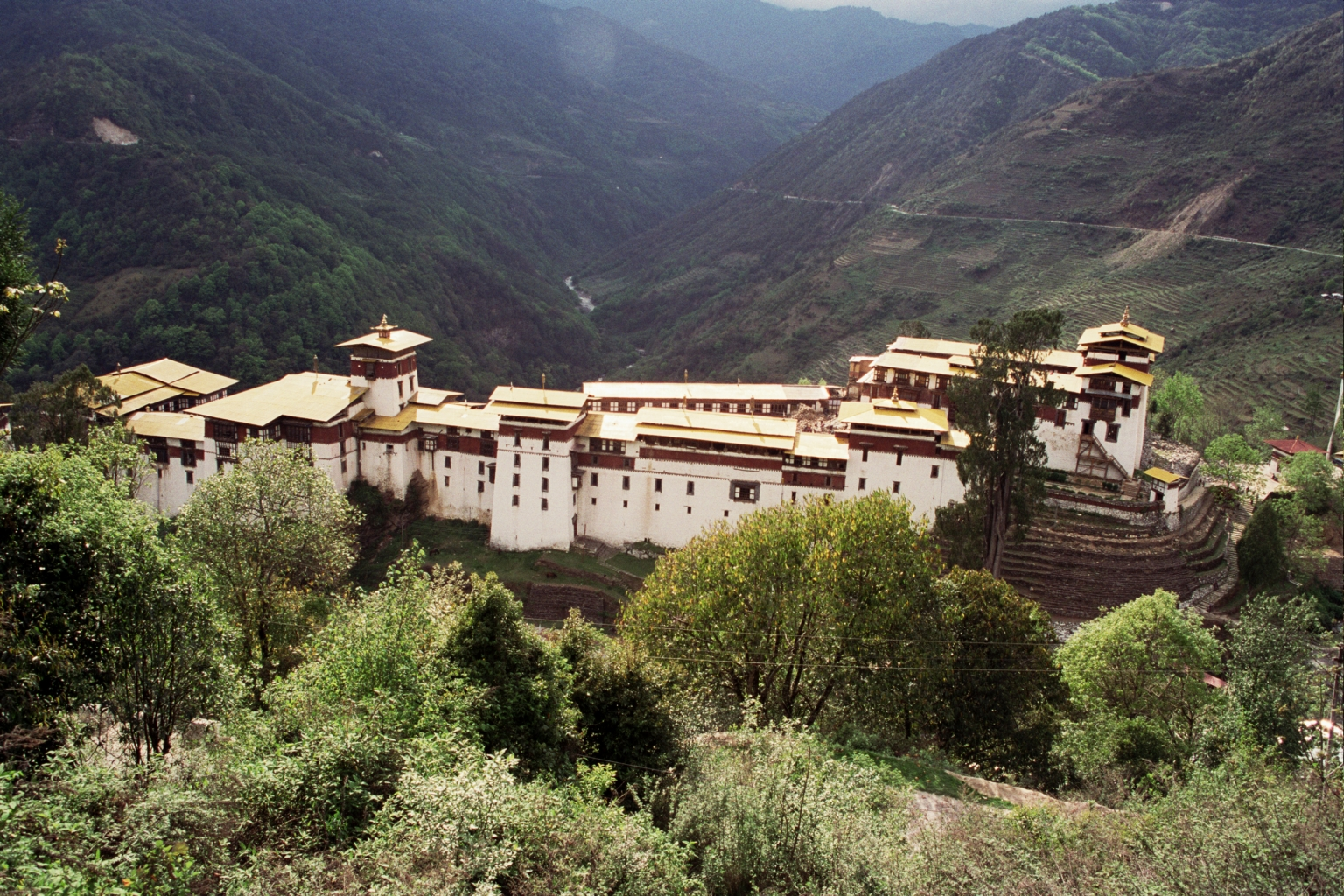
Dzong de Trongsa.

Le Trongsa est un district du centre du Bhoutan, ce qui en fait un carrefour historique du Bhoutan, comme en témoigne son impressionnant dzong.

## Représentation à l'Assemblée nationale
Le district comporte deux circonscriptions législatives. Les députés actuels sont Namgay Dorji (PDP) et Tashi Dorji (BTP).
| Code   | Nom                | Electeurs enregistrés |
| ------ | ------------------ | --------------------- |
| NA1701 | Draagteng Langthil | 5 558                 |
| NA1702 | Nubi Tangsibji     | 4 163                 |

| Élection  | Circonscription | Circonscription | Circonscription | Circonscription | Circonscription | Circonscription |
| Élection  | NA1701          | NA1701          | NA1701          | NA1702          | NA1702          | NA1702          |
| Élection  | Parti           | Parti           | Député          | Parti           | Parti           | Député          |
| --------- | --------------- | --------------- | --------------- | --------------- | --------------- | --------------- |
| 2008      |                 | DPT             | Rinzin Dorji    |                 | DPT             | Nidup Zangpo    |
| 2013      |                 | PDP             | Namgay Dorji    |                 | DPT             | Nidup Zangpo    |
| 2018      |                 | DNT             | Gyem Dorji      |                 | DNT             | Yeshey Penjor   |
| 2023-2024 |                 | PDP             | Namgay Dorji    |                 | BTP             | Tashi Dorji     |